# スレディシュチェ・オブ・ドラヴィ
スレディシュチェ・オブ・ドラヴィ（スロベニア語: Središče ob Dravi）はスロベニア北東部の町およびそれを中心とした基礎自治体でドラーヴァ川左岸にありクロアチアとの国境に位置する。スレディシュチェ・オブ・ドラヴィの教区教会は近隣のブラベ村にある。スレディシュチェ・オブ・ドラヴィにある教会は「聖母マリアの七つの悲嘆」を献じている。教会は1637年に建てられ、18世紀には身廊はアーチ形だった。